# Chalodeta theodora
Chalodeta theodora is een vlindersoort uit de familie van de prachtvlinders (Riodinidae), onderfamilie Riodininae.
Chalodeta theodora werd in 1862 beschreven door C. & R. Felder.